# Chita (półwysep)

Położenie półwyspu Chita

Półwysep Chita (jap. 知多半島 Chita-hantō) – nizinny półwysep w środkowej części wyspy Honsiu, w Japonii, w południowej części prefektury Aichi. Biegnie z północy na południe. Zachodnią część oblewają wody zatoki Ise, część wschodnia natomiast zamyka zatokę Mikawa. Po przeciwnej stronie półwyspu znajduje się półwysep Atsumi, zamykający zatokę Mikawa od południowego wschodu. Ludność półwyspu zajmuje się rybołówstwem oraz uprawą ryżu.